# Міщенко Юлія Валеріївна
Юлія Валеріївна Міщенко (20 квітня 1973) — українська співачка. Відома як лідерка, авторка пісень та продюсерка поп-рок-гурту «Таліта Кум».

## Біографія

### Львівський період
Юлія Міщенко родом зі Львова, з інтелігентної сім'ї: бабуся — професор філології. У 1980—1990 роках вчилася у 28-й середній школі з поглибленим вивченням німецької мови. У 1989 році посіла І місце на Всеукраїнській олімпіаді з німецької мови. 1990 року закінчила школу із золотою медаллю.
Закінчила музичну школу по класу фортепіано, куди записалася сама.
Здобувала освіту на філологічному факультеті Львівського державного університету.
|               | Пишучи тексти якісною літературною мовою, я виправдовую свій червоний диплом філолога. |
| — Ю. Міщенко, |                                                                                        |

У 1990-х разом із іншими студентками філологічного факультету — Мар'яною Савкою, Маріанною Кіяновською, Наталкою Сняданко, Наталею Томків, Анною Середою — заснувала літературну групу «ММЮННА ТУГА». Назва групи була утворена від перших літер імен учасниць (Мар'яна, Маріанна, Юлія, Наталка, Наталя, Анна) і абревіатури ТУГА (Товариство усамітнених графоманок).
На тому ж філфаці вчилися двоє учасників культового гурту «Мертвий півень».
Першим місцем роботи була львівська телекомпанія «Міст».

#### О'черетяний Кварк
Під час навчання в університеті Юлія створила гурт «О'черетяний Кварк» разом з Андрієм Гуцалом, Ігорем Коржинським, Андрієм Войтюком, Олегом Скіпчаком та іншими.
Гурт проіснував з 1993 по 1995 роки. Участь у фестивалях:
1993 — «Червона рута», Донецьк, дипломант;
1994 — «Доля», лауреат;
1995 — «Червона рута», Севастополь;
 ? — Моршинський фестиваль — І місце.
Гурт видав один альбом — «Week End'и В Калуші».
|               | Цей проект виник ще в студентські часи, в студентському товаристві, і він мене навчив, що таке бути музикантом, що таке працювати в студії, на сцені, на репетиціях. Ми навіть мали альбом, правда, він вийшов невеликим тиражем і називався «Уікенди в Калуші», тому що половина моєї групи була з Калуша, це маленьке містечко під Івано-Франківськом, більшість репетицій у нас здійснювалось там. |
| — Ю. Міщенко, | |

У 1995/6 Юлія Міщенко провела рік на навчанні у Фрайбургському університеті (Німеччина).

#### Знову за старе
Повернувшись до Львова, Юлія створила музичний проєкт «Знову за старе».
Ця команда перемогла на київському фестивалі «Перлини сезону», невдовзі розпалася.
|               | — Чому розпалась твоя попередня група — «Знову за старе»? — Це сталось тому, що ніхто з учасників гурту не ризикнув їхати зі мною до Києва. |
| — Ю. Міщенко, | |

### Київський період

#### Таліта Кум
2001-го Юлія Міщенко переїжджає до Києва, щоб «мати можливість професійно розвиватися в музиці».
13 квітня 2001 року засновує гурт «Таліта Кум» разом з Сергієм Глушком, Костянтином Сухоносовим, Віктором Окремовим та Сергієм Добрянським. Слова «Таліта Кум» в перекладі з арамейської означають «Дівчинко, підведись» (біблійні слова Ісуса Христа).
|               | Завжди, коли просто питають: скажіть у двох словах, що таке «Таліта Кум», я кажу: «На мою думку, це зовсім непоганий музичний проект пісень, які, сподіваюсь, вам будуть до вподоби». |
| — Ю. Міщенко, | |

Гурт записав три альбоми, які (особливо два перших) зробили проєкт популярним:
1. Іноземці (2002)
2. Гаряча і гірка (2005)
3. Шоу бізнес! (2007).

Пісня «Гаряча і гірка», відео до якої зняв Алан Бадоєв, залишилася найпопулярнішою у виконанні Юлії Міщенко.
Жанр «Таліти Кум» найчастіше визначається як поп- і альтернативний рок.
Таліта Кум брали участь у відборі до Євробачення-2005 із піснею «Лови мене», проте перемогли у відборі «Ґринджоли».
Згодом Міщенко сказала, що Євробачення — не її формат.
У 2007—2009 роках у творчості колективу була перерва, обумовлена вагітністю Юлії.
2009 року гурт знову об'єднався, щоб записати новий сингл «Вірю» та новий альбом. Проте останній так і не вийшов.
Паралельно з «Талітою» Юлія Міщенко займалася іншими власними проєктами: рекординговим лейблом «Максимум Музики» та рекламною агенцією.

### Після «Таліти Кум»
Юлія Міщенко брала участь у трьох сезонах «Ігор патріотів».
На Львівському Форумі видавців-2011 Міщенко разом із давніми подругами — поетесами Мар'яною Савкою та Маріанною Кіяновською — виконали поетично-музичний перфоманс «Самовчитель гри на чоловікові». Про чоловіків-коханців розповідала Савка, про чоловіків-супутників життя — Кіяновська, а про чоловіків-друзів — Міщенко. Фортепіанний супровід — Роман Бардун.
З того часу працює в кіно. Пише серіальні сценарії, зайнята у студії Film.UA як шоуранерка (головна авторка і керівниця проєкту). Зокрема, працює над україномовною медичною драмою «Черговий лікар» (1-3 сезони).
|               | Мені зараз набагато цікавіше робити серіальні проекти, аніж писати пісні і виступати з групою. |
| — Ю. Міщенко, |                                                                                                |

## Особисте життя
Зустрічалася з бас-гітаристом «Океану Ельзи» Юрієм Хусточкою, який підтримував її під час перших кроків у Києві.
Одружена з колишнім гітаристом «Таліти» Сергієм Глушком, який родом з Луганська. У березні 2009 року народила сина Маркá.
Добре знає німецьку та польську мови.
Християнство вважає найближчим собі світоглядом.

## Дискографія
Очеретяний Кварк
- Week End'и В Калуші (1995)

Таліта Кум
- 7я (2001) максі-сингл
- Іноземці (2002)
- Гаряча і гірка (2005) (+ перевидання того ж року)
- Шоу бізнес! (2007).